# Тменов Микита Миколайович
Мики́та Микола́йович Тменов (нар. 28 жовтня 1988, Київ, Українська РСР, СРСР) — український футзаліст, капітан київського клубу «SkyUp».

## Біографія
Микита Тменов почав займатися футзалом 2001 року у «СоцТесі». Перший тренер — Дмитро Костянтинович Мурашенко. З 2005 по 2007 рр. виступав за київський НУХТ у Першій лізі чемпіонату України.
У лютому 2007 року перейшов в луганський ЛТК.
14 березня 2007 року дебютував за «телефоністів» у виїзному матчі Вищої ліги проти ТВД (3:6). Свій дебютний гол за нову команду забив 7 жовтня 2007 року у домашньому матчі чемпіонату проти все того ж ТВД (2:3).
6 жовтня 2010 року був виставлений на трансфер і до кінця року виступав за фарм-клуб ЛТК-2.
З січня 2011 по 30 грудня 2012 року був гравцем «Урагану». Літом 2012 року керівництво івано-франківського клубу вело переговори щодо можливої оренди універсала в «Енергію», але львів'яни відмовили. Через пів року після того став вільним агентом.
Сезон 2013/14 провів в російському «Портовику» в який його запросив український тренер Сергій Бутенко.
Наступний сезон провів у глазівському «Прогресі».
Перед сезоном 2015/16 перейшов до складу київського клубу «Manzana».
2017 року виступав за «VfL 05» (Гоенштайн-Ернстталь), з яким дійшов до фіналу Кубка Німеччини.
Перед стартом сезону 2017/18 перейшов у київський «ХІТ», з яким здобув бронзові нагороди Екстра-ліги та виграв Суперкубок України. Після завершення контракту з киянами підтримував форму в команді «Manzana-2ТК».
24 лютого 2020 року став гравцем фінського клубу «Акаа Футзал», але після двох зіграних матчів повернувся до України і став гравцем столичної першолігової команди «SkyUp». 

## Нагороди і досягнення

### Командні
«Ураган»
- Екстра-ліга
  -  Чемпіон (1): 2010—2011
  -  Бронзовий призер (1): 2011—2012
- Суперкубок України
  -  Володар (1): 2011

«Manzana»
- Перша ліга
  -  Срібний призер (1): 2015—2016

«VfL 05»
- Кубок Німеччини
  -  Фіналіст (1): 2016/17

«ХІТ»
- Екстра-ліга
  -  Бронзовий призер (1): 2018—2019
- Суперкубок України
  -  Володар (1): 2017
- Переможець Кубку Водяна: 2018[13]